# Matt Groening
Matthew Abram Groening (n. 15 februarie 1954, Portland, Oregon, SUA) este un desenator american (Life in Hell) și creatorul serialelor de desene animate The Simpsons și Futurama premiate cu Emmy.

## Primii ani
Groening s-a născut pe 15 februarie 1954 în Portland, Oregon. Numele său de familie se pronunță 'greɪnɪŋ' (rimează cu raining).
A crescut în Portland, al treilea din cinci copii. Mama sa, Margaret Ruth Wiggum, fusese cândva profesoară, și tatăl său, Homer Philip Groening, a fost producător de filme, advertiser, scenarist și desenator. Homer, născut în Main Centre, Saskatchewan, Canada, a crescut într-o familie menonită. Bunicul lui Matt, Abram Groening, a fost profesor la Tabor College, un colegiu de arte liberale a Frăției Menonite din Hillsboro, Kansas, înainte să se transfere la Albany College (acum cunoscut ca Lewis and Clark College) din Oregon, în 1930.
Din 1972 până în 1977, Groening a studiat la The Evergreen State College din Olympia, Washington, o școală progresistă pe care el a descris-o ca fiind „un colegiu de hippies, fără note și asistență obligatorie, care i-a atras pe toți ciudații din nord-vest”. A lucrat ca editor la ziarul campusului, The Cooper Point Journal, pentru care a scris de asemenea articole și a creat desene animate. S-a împrietenit cu desenatoarea Lynda Barry după ce a descoperit că îi scrisese o scrisoare de admirație lui Joseph Heller, unul din autorii preferați ai lui Groening, și primise un răspuns. Groening a afirmat despre Barry că a fost „probabil cea mai importantă sursă de inspirație pentru mine”.

## Cariera
În 1977, la vârsta de 23 de ani, Groening s-a mutat în Los Angeles pentru a deveni scriitor. A trecut prin ceea ce el a numit „o serie de slujbe jalnice”, inclusiv un actor extra în filmul When Everyday Was The Fourth of July, ospătar, spălător de vase la un azil de bătrâni, și șoferul unui regizor de filme western retras din activitate.
Groening și-a descris viața în Los Angeles prietenilor sub forma unei reviste de benzi desenate intitulată „Life in Hell” („Viața în iad”), oarecum inspirată de un capitol intitulat „How to Go to Hell” („Cum să ajungi în iad”) din cartea filozofului Walter Kaufmann „Critica religiei și filozofiei”. Groening și-a distribuit revista în secțiunea de cărți a Licorice Pizza, un magazin de discuri în care lucra atunci. Și-a vândut primul desen animat profesionist revistei avangardiste Wet în 1978. Desenul, intitulat „Forbidden Words” („Cuvinte interzise”), a apărut în numărul din septembrie/octombrie al revistei.
Groening a fost angajat la Los Angeles Reader, un ziar alternativ recent creat, livrând ziare, corectând greșelile de ortografie, editând și răspunzând la telefoane. Și-a arătat desenele editorului, James Vowell, care a fost impresionat și i-a acordat o rubrică în ziar. Life in Hell și-a făcut debutul oficial ca benzi desenate în Readerul din 25 aprilie 1980.
Vowell i-a oferit lui Groening și o rubrică semanală dedicată muzicii, în 1982. Cu toate acestea, articolele lui Groening erau rareori despre muzică, cel mai des despre „diverse chestii entuziasmante, obsesii, frustrări și probleme”. În încercarea de a face mai multe referiri la muzică, a „inventat pur și simplu unele lucruri”, creând și analizând albumele unor trupe imaginare. În articolul ce urma, recunoștea că în săptămâna precedentă inventase totul, și jura că în articolul de față va scrie numai adevăruri. Până la urmă i s-a cerut să renunțe la rubrica de muzică.
Life in Hell s-a bucurat de un succes aproape instantaneu. În noiembrie 1984, Deborah Caplan, pe atunci prietena lui Groening și colegă la Reader, s-a oferit să-i publice Love is Hell („Dragostea e iad”), o serie de benzi desenate din Life in Hell dedicate relațiilor, în formă de carte. Publicată o lună mai târziu, cartea s-a bucurat de succes în underground, având vânzări de 22.000 de copii la primele două ediții. La scurt timp după a urmat Work is Hell („Munca e iad”), publicată tot de Caplan.
În curând, Caplan și Groening aveau să părăsească Reader pentru a înființa Life in Hell Co., care se ocupa de merchandising pentru Life in Hell. Groening a creat de asemenea un sindicat, Acme Features Syndicate, care servea drept sindicat pentru Life in Hell, Lynda Barry și John Callahan, în prezent numai pentru Life in Hell. Life in Hell este publicată încă în 250 de ziare semanale, și au fost publicate diverse antologii ale ei, precum School is Hell, Childhood is Hell, The Big Book of Hell sau The Huge Book of Hell.

### The Simpsons
Life in Hell a atras atenția producătorului de filme, scenaristului de la Hollywood și fondatorului Gracie Films, James L. Brooks, care văzuse benzile desenate la recomandarea producătorului Polly Platt. În 1985, Brooks l-a contactat pe Groening pentru a-i propune să contribuie cu animația la un proiect viitor nedefinit, care s-a dovedit a fi crearea unei serii de scurte skituri animate, numite bumpers, pentru spectacolul de varietate de la FOX The Tracey Ullman Show. Inițial, Brooks i-a cerut lui Groening să adapteze personajele din Life in Hell pentru acel spectacol. Temându-se de pierderea drepturilor de autor, Groening a decis să creeze ceva nou, o familie de desene animate, familia Simpson. S-a spus că i-a conturat pe cei cinci membri ai familiei în doar zece minute.
Groening s-a ocupat de scenariu pentru fiecare skit scurt (acum sunt cunoscute ca The Simpsons shorts), iar de animație s-a ocupat o echipă care i-a inclus pe David Silverman și Wes Archer, cei doi ajungând să-și regizeze propriile seriale. Skiturile scurte și-au făcut debutul în cadrul The Tracey Ullman Show, pe 19 aprilie 1987.
Deși The Tracey Ullman Show nu a fost un mare succes, popularitatea skiturilor a dus la crearea unui spectacol de jumătate de oră dedicate lor, în 1989. Serialul nou creat a devenit rapid un fenomen mondial, spre surprinderea multora. Groening a spus : „Nimeni nu credea că The Simpsons avea să aibă parte de mult succes. I-a luat pe toți prin surprindere.”
The Simpsons a fost co-produs de Groening, Brooks, și Sam Simon, un scenarist-producător cu care Brooks mai colaborase la proiecte anterioare. Groening și Simon, însă, nu s-au înțeles bine, contrazicându-se adesea pe tema emisiunii; Groening a descris o dată relația ca fiind „foarte conflictivă”. Simon avea să părăsească emisiunea în 1993 din cauza neînțelegerilor din cadrul procesului de creație.
Deși Groening a încercat să creeze alte emisiuni pe baza unora dintre personajele din The Simpsons, încercările sale au eșuat. În 1994, Groening și alți producători de la Simpsons au organizat un spin-off despre clovnul Krusty (cu Dan Castellaneta în rol principal), dar nu au reușit să-l facă să funcționeze. Groening i-a propus de asemenea pe tânărul Homer sau pe cetățenii „non-Simpsons” ai orașului Springfield ca personaje pentru o emisiune de sine-stătătoare.
În 1995, Groening a intrat în conflict cu James L. Brooks și alți producători ai The Simpsons privind A Star Is Burns, un episod cu unele personaje împrumutate din The Critic, un show animat produs tot de Brooks și la care lucrau foști angajați de la Simpsons. Groening a pretins că s-a temut că telespectatorii vor vedea doar „o încercare penibilă de a face reclamă la «The Critic» pe seama «The Simpsons»”, și s-a temut că s-ar putea induce ideea greșită că el ar fi creat sau produs The Critic. A cerut ca numele său să nu apară în episod.
Groening este creditat cu munca de scenarist sau coscenarist al episoadelor Some Enchanted Evening, The Telltale Head, Colonel Homer și 22 Short Films About Springfield, precum și al filmului The Simpsons Movie din 2007. A avut câteva apariții scurte în spectacol, precum în episodul My Big Fat Geek Wedding. În prezent lucrează la The Simpsons în calitate de producător executiv și consultant creativ.

#### Numele personajelor din Simpsons
Groening a dat personajelor principale din Familia Simpson nume inspirate de propria sa familie : părinții lui se numeau Homer și Margaret („Marge” sau „Marjorie” prescurtat) și surorile sale mai mici Lisa și Margaret („Maggie”). Pretinzând că ar fi fost prea evident să numească un personaj „Matt” a ales numele „Bart”, o anagramă a lui „brat” (pușlama). Cu toate acestea, a insistat că, exceptând ceva rivalitate între frați, familia sa adevărată nu seamănă deloc cu familia Simpson. Groening are de asemenea un frate și o soră mai mari, Mark și Patty, dar numele lor nu au fost folosite în cadrul personajelor principale, deși Groening a recunoscut că Mark „a fost de fapt inspirația pentru Bart”, într-un interviu din 1995. Când a fost vorba de a da un nume bunicului Simpson, Matt Groening a declarat că nu a dorit ca personajul să primească numele bunicului lui, Abraham, așa că i-a lăsat pe coscenariști să aleagă un nume. Printr-o coincidență, scenariștii au ales chiar numele Abraham, fără să știe că era de fapt numele adevărat al bunicului lui Matt. Maggie Groening a fost co-autoare la câteva cărți Simpsons în care apărea tizul ei din desenele animate.
Numele Wiggum, purtat de șeful de poliție din Springfield, Clancy Wiggum, este de fapt numele de botez al mamei lui Matt Groening. Numele altor personaje au fost inspirate din numele unor străzi din orașul natal al lui Groening, Portland, Oregon, precum Flanders, Lovejoy, Powell, Quimby sau Kearney. În ciuda supozițiilor fanilor serialului că numele asistentului lui Krusty, Sideshow Bob Terwilliger, a fost inspirat de Bulevardul SW Terwilliger din Portland, el a fost numit după personajul doctorului Terwilliker din filmul „The 5,000 Fingers of Dr. T” („Cele 5.000 de degete ale lui Dr.T”).